# Spathius radzayanus
Spathius radzayanus är en stekelart som beskrevs av Julius Theodor Christian Ratzeburg 1848. Spathius radzayanus ingår i släktet Spathius och familjen bracksteklar. Arten är reproducerande i Sverige. Inga underarter finns listade i Catalogue of Life.